# あうら聖児
あうら 聖児（あうら せいじ）は、日本の漫画家。宮城県仙台市宮城野区出身。主に成人向け漫画を描いている。

## 概要
初期の頃は学園ものなどの爽やかな成人向けが多かったが、1990年末頃から徐々に調教ものを多く手がけるようになり、描かれる女性キャラのほぼ全てが巨乳となる。成人向け作家に多く見られる同人誌活動をほとんどしていない。座右の銘は「NEXT ONE」。『グイン・サーガ』のファンでもある。2006年ごろより活動を休止している。

## 作品リスト

### 単行本
1. 『HAPPY END』 （1994年1月〈1993年11月発売〉、富士美出版〈富士美コミックス〉、ISBN 4-89421-050-9）
2. 『すぅいーと♡プリンセス』 （1994年10月発売、富士美出版〈富士美コミックス〉、ISBN 4-89421-091-6）
3. 『感じて・みるく先生』 （1995年5月発売、フランス書院〈Xコミックス〉、ISBN 4-8296-7746-5）
4. 『水色♥ぱんぷきん』 （1996年2月発売、富士美出版〈富士美コミックス〉、ISBN 4-89421-151-3）
5. 『わがままなクチビル♡』 （1997年4月初版発行、フランス書院〈フランス書院コミック文庫〉、ISBN 4-8296-7355-9）
6. 『真夜中の聖母』 （1997年6月発売、富士美出版〈富士美コミックス〉、ISBN 4-89421-220-X）
  - 『真夜中の聖母』 （2005年10月発売、蒼竜社〈プラザCOMIX〉、ISBN 4-88386-272-0） ※新装版
7. 『迷える子羊』 （1998年1月発売、フランス書院〈Xコミックス〉、ISBN 4-8296-7785-6）
8. 『恋する女神』 （1998年9月発売、富士美出版〈富士美コミックス〉、ISBN 4-89421-294-3）
9. 『たんぽぽ方程式』 （1999年6月発売、フランス書院〈Xコミックス〉、ISBN 4-8296-7805-4）
10. 『女神の降る里』 （2000年2月初版発行、茜新社〈アカネコミックス〉、ISBN 4-87182-389-X）
11. 『天使の法則』 （2000年8月発売、富士美出版〈富士美コミックス〉、ISBN 4-89421-393-1）
12. 『恋の発展途上』 （2001年3月発売、フランス書院〈Xコミックス〉、ISBN 4-8296-7827-5）
13. 『牛娘の恋』 （2002年5月22日発行[1]、茜新社〈TENMA COMICS〉、ISBN 4-87182-505-1）
14. 『学園まりあ』 （2002年6月発売、晋遊舎〈晋遊舎コミックス〉、ISBN 4-88380-275-2）
15. 『妹♥プレイ』 （2002年10月発売、フランス書院〈Xコミックス〉、ISBN 4-8296-7850-X）
16. 『もうひとつの関係』 （2003年5月発売、フランス書院〈Xコミックス〉、ISBN 4-8296-7861-5）
17. 『解放の宴』 （2003年8月9日発行[2]、茜新社〈TENMA COMICS〉、ISBN 4-87182-599-X）
18. 『恥辱の肉人形』 （2004年1月発売、シーズ情報出版〈シーズコミック〉、ISBN 4-921105-71-5）
19. 『蘭がゆく!!』 （2004年1月20日発行[3]、茜新社〈TENMA COMICS〉、ISBN 4-87182-636-8）
20. 『淫らな牝嫁』 （2005年1月25日発行[4]、茜新社〈TENMA COMICS〉、ISBN 4-87182-728-3）
21. 『桃色カクテル』 （2005年5月12日発売[5]、双葉社〈アクションコミックス〉、ISBN 4-575-83088-7）
22. 『バージン♥エッグ』 （2006年5月12日発売[6]、双葉社〈アクションコミックス〉、ISBN 4-575-83234-0）
23. 『お気に牝まま』 （2006年6月発売、幻冬舎コミックス〈バーズコミックスギガ〉、ISBN 4-344-80773-1）

### アンソロジー
- 『哀・母淫姦』 （2006年7月発売、モエールパブリッシング〈ももまんじるし〉、ISBN 4-903028-78-X）

### 映像作品
- 『学園まりあ 〜爆乳ティーチャーズ〜』 （2002年6月、DVD/VHS、ハピネット・ピクチャーズ）

### 電子出版
いずれも蒼竜社。
- 『すぅいーとプリンセス』
- 『真夜中の聖母』
- 『恋する女神』